# Arcoplex Cinemas
A Arcoplex Cinemas é uma empresa privada brasileira, que atua no mercado de exibição cinematográfica. Está presente em 22 cidades de seis estados de quase todas as regiões do país - a única exceção é a Região Norte. Atualmente, seu parque exibidor conta com 25 complexos, perfazendo 85 salas, média de 3,40 salas por complexo. Suas 17 557 poltronas perfazem uma média de 206,55 assentos por sala.

## História
A empresa nasceu em 1961 quando o empresário catarinense Mário Leopoldo dos Santos (conhecido como Mário Pintado), adquiriu seu primeiro cinema na cidade de Lages. Começou a atuar no mercado gaúcho em 1971 e chegou a administrar a maioria das salas de Porto Alegre, entre elas o Cine Cacique, Scala, Astor, Coral, Lido, Ritz, ABC, Avenida e Victoria. A sede administrativa da empresa está localizada em Porto Alegre desde a década de 1970, em virtude dos grandes distribuidores possuírem escritórios regionais naquela cidade.

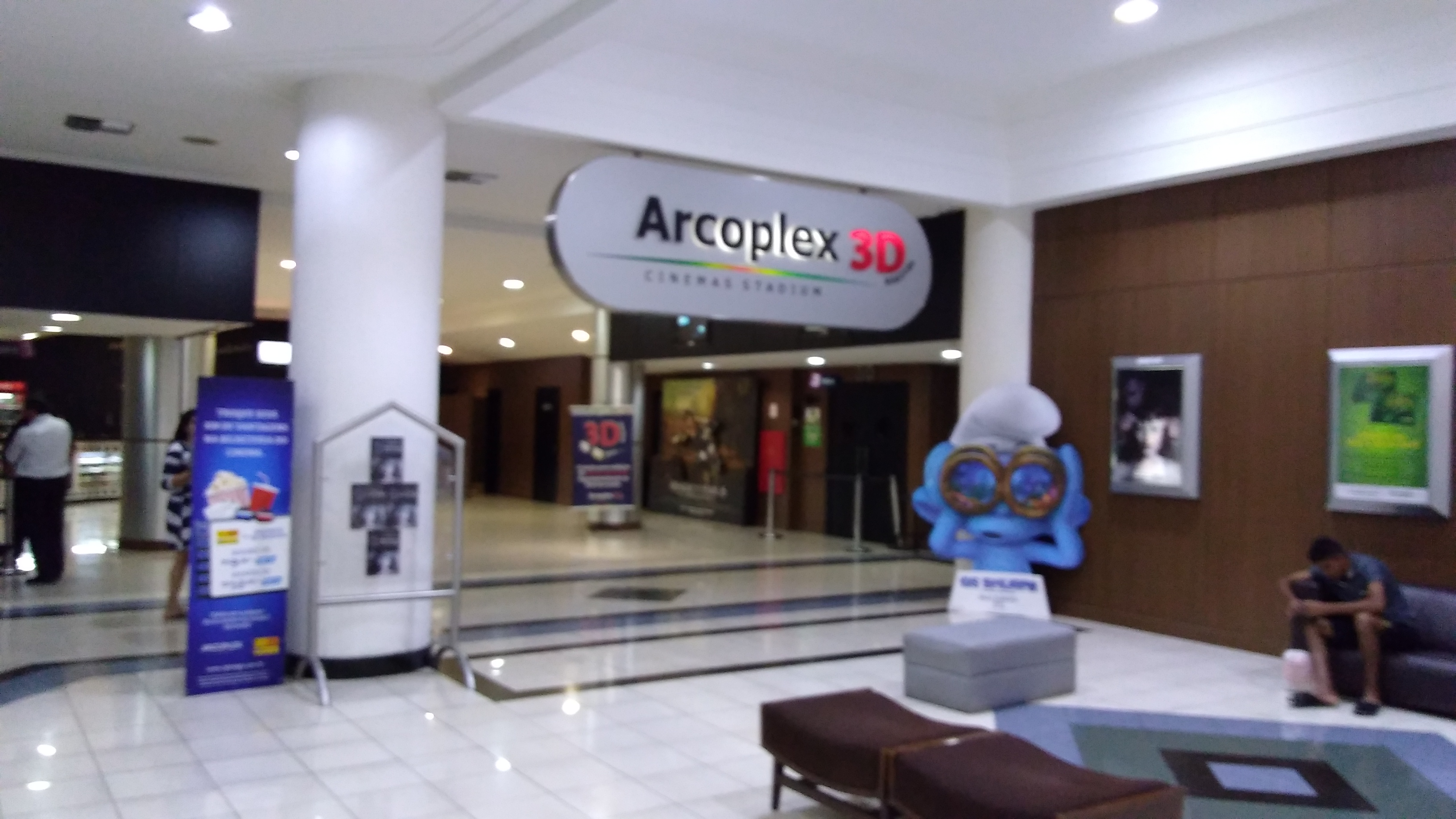
Vista da entrada do Arcoplex Aldeota

Teve uma grande expansão na década de 70, adquirindo vários cinemas no interior dos Estados de Rio Grande do Sul, Santa Catarina e Paraná, tornando-se o maior exibidor da região. De acordo com jornalista e crítico de cinema paranaense Aramis Millarch, a empresa chegou a controlar 70% do mercado exibidor do Rio Grande e do Paraná no ano de 1977 e a possuir 180 salas de exibição no ano de 1987, somente na Região Sul do Brasil. Ainda na década de 1970, adquiriu a rede de cinemas Franco Brasileira, da família Valansi, e a Famafilmes, esta última com forte presença no estado do Paraná.

## Ampliação e modernização
A Arcoplex também atua em parceria com outros cinemas não-integrantes da rede, auxiliando na programação, como o Cine Peperi, da cidade de São Miguel do Oeste.
Com relação ao processo de digitalização (onde os projetores de película 35mm são substituídos por equipamentos digitais), a empresa alcançou 100% das suas salas, ainda em 2015. Seus complexos e respectivas salas de exibição alçaram a empresa ao nono lugar, entre os exibidores brasileiros, em setembro de 2016.
Por muito tempo utilizou a marca Arco-íris Cinemas, mudando depois para Arcoplex Cinemas, em virtude do padrão "Arcoplex Stadium", salas que permitem total visibilidade da projeção em todos os pontos do ambiente com padrão de qualidade e conforto. Encerrou o ano de 2015 no oitavo lugar entre as maiores redes de cinema do Brasil por número de salas (market share de 3,2%), perdendo apenas para as redes Cinemark, Cinépolis, Grupo Severiano Ribeiro, Cine Araújo, Cinesystem, UCI Cinemas e Moviecom, respectivamente. É uma empresa familiar e seu atual presidente, Mário Luiz Santos, é filho do fundador.

## Público
Abaixo a tabela de público e sua evolução de 2002 até 2019, considerando o somatório de todas as suas salas a cada ano, lembrando que a variação mencionada se refere à comparação com os números do ano imediatamente anterior. Do período inicial até 2016 (ano de maior alta), foi possível verificar um crescimento de 165,89% no número de frequentadores. Porém, com a redução de público em todo o país que se verificou nos anos de 2017 e 2018,  a rede viu sua venda de ingressos encolher em 25,68% nos dois últimos anos, perdendo três posições entre os maiores exibidores por público. 
Os dados de 2008 até 2013 foram extraídos do banco de dados Box Office do portal de cinema Filme B,  sendo que os números de 2002 à 2007 e 2014 à 2015 têm como origem o Database Brasil. Já os dados de 2016 em diante procedem do Relatório "Informe Anual Distribuição em Salas Detalhado", do Observatório do Cinema e do Audiovisual (OCA) da  ANCINE.
| Ano  | Público total | Ranking no país | Market Share | Variação |
| ---- | ------------- | --------------- | ------------ | -------- |
| 2002 | 1 327 640     | 11º             | 1,46%        | ano-base |
| 2003 | 2 790 959     | 8º              | 2,71%        | 110,22%  |
| 2004 | 3 411 597     | 6º              | 2,97%        | 22,24%   |
| 2005 | 2 379 285     | 9º              | 2,65%        | -30,26%  |
| 2006 | n.d           | n.d             | n.d          | n.d      |
| 2007 | 1 600 183     | 13º             | 1,79%        | -32,75%  |
| 2008 | 1 725 518     | 12º             | 2,02%        | 7,83%    |
| 2009 | 2 427 694     | 12º             | 2,15%        | 40,69%   |
| 2010 | 3 053 211     | 12º             | 2,26%        | 25,77%   |
| 2011 | 3 258 861     | 12º             | 2,30%        | 6,74%    |
| 2012 | 3 316 717     | 12º             | 2,23%        | 1,78%    |
| 2013 | 3 147 787     | 13º             | 2,08%        | -5,09%   |
| 2014 | 2 825 264     | 13º             | 1,80%        | -10,25%  |
| 2015 | 3 034 506     | 13º             | 1,78%        | 7,41%    |
| 2016 | 3 530 028     | 10º             | 1,92%        | 16,33%   |
| 2017 | 3 502 627     | 12º             | 1,96%        | 0,78%    |
| 2018 | 2 808 828     | 13º             | 1,74%        | 19,81%   |
| 2019 | 3 066 808     | 14º             | 1,74%        | 19,81%   |